# La Haba
Pour les articles homonymes, voir Haba.
La Haba est une commune et une localité espagnole située en Estrémadure dans la province de Badajoz.
La commune compte 1 219 habitants en 2020.

## Géographie
La Haba dépend du district judiciaire de Villanueva de la Serena dans la comarque Vegas Altas (es),.
Le chef-lieu se trouve dans la partie nord du territoire communal à environ 300 m d'altitude, à 6 km de Villanueva de la Serena et à 8 km de Don Benito.
| Don Benito | Villanueva de la Serena |                       |
| Don Benito | La Haba                 | Magacela, Campanario  |
|            | Valle de la Serena      | Quintana de la Serena |

La commune — arrosée par le río Ortiga (es), un affluent du fleuve Guadiana qui prend sa source sur le territoire de Zalamea de la Serena et rejoint le Guadiana aux environs de Medellín — présente un paysage de prairies et de pâturages typique des plaines de La Serena.
Elle est desservie principalement par la route estrémègne EX-346 qui va de Don Benito à Quintana de la Serena.

## Histoire
L'occupation de la commune pendant l'Antiquité est attestée par divers vestiges romains à proximité du río Ortiga et de l'ermitage de Nuestra Señora de la Antigua et plus récemment par un fragment de tuile romaine retrouvé dans l'église paroissiale[réf. souhaitée].
Des fouilles effectuées lors de la construction de la route EX-346 permettent de discerner des traces de fondations et trois sépultures par incinération du Ier ou IIe siècle et une série de sépultures creusées dans la roche au IIIe ou IVe siècle[réf. souhaitée].
Les fouilles de l'EX-346 montrent une continuité d'occupation du Ve au VIIe siècle avec des structures domestiques, funéraires et artisanales dont un four à céramique[réf. souhaitée].
La découverte fortuite d'un trousseau funéraire hispano-wisigothique confirmera une présence wisigothique dans la commune[réf. souhaitée].
Ces mêmes fouilles révèlent aussi des silos d'époque musulmane ainsi qu'un grand mur de fondation sur le Cerro de la Horca[réf. souhaitée].
Fondée par l'ordre d'Alcántara sous le nom d'Aldehuela, la future La Haba dépend de la commanderie de Magacela. L'origine du nom « La Haba » est incertaine[réf. souhaitée].
Vers 1504, tandis que Villanueva de la Serena se sépare de Magacela et devient une ville à part entière, La Haba reste un village et passe simplement de l'autorité de Magacela à celle de Villanueva.
La Haba obtient finalement son autonomie et le statut de ville en 1660 au plus tard. Comme toutes les villes de la région, elle reste cependant soumise à l'autorité de l'ordre d'Alcántara.
Elle se constitue en commune constitutionnelle de la région d'Estrémadure à la chute de l'Ancien Régime (es), au début du XIXe siècle.

## Population
La population de la commune passe par un maximum au recensement de 1950 avec plus de 3 400 habitants.
En 2020, la commune de La Haba compte 1 219 habitants.
| Année                    | 1996 | 2001 | 2006 | 2011 | 2016 | 2020 |
| ------------------------ | ---- | ---- | ---- | ---- | ---- | ---- |
| Population de la commune | 1491 | 1456 | 1397 | 1350 | 1275 | 1219 |

## Personnalités liées à la commune
- Hernando Arias de Saavedra (1527-1586), l'un des soldats intervenus dans la fondation de la ville argentine de San Juan en 1562, est originaire de La Haba.

## Points d'intérêt
La Haba est connue notamment pour :

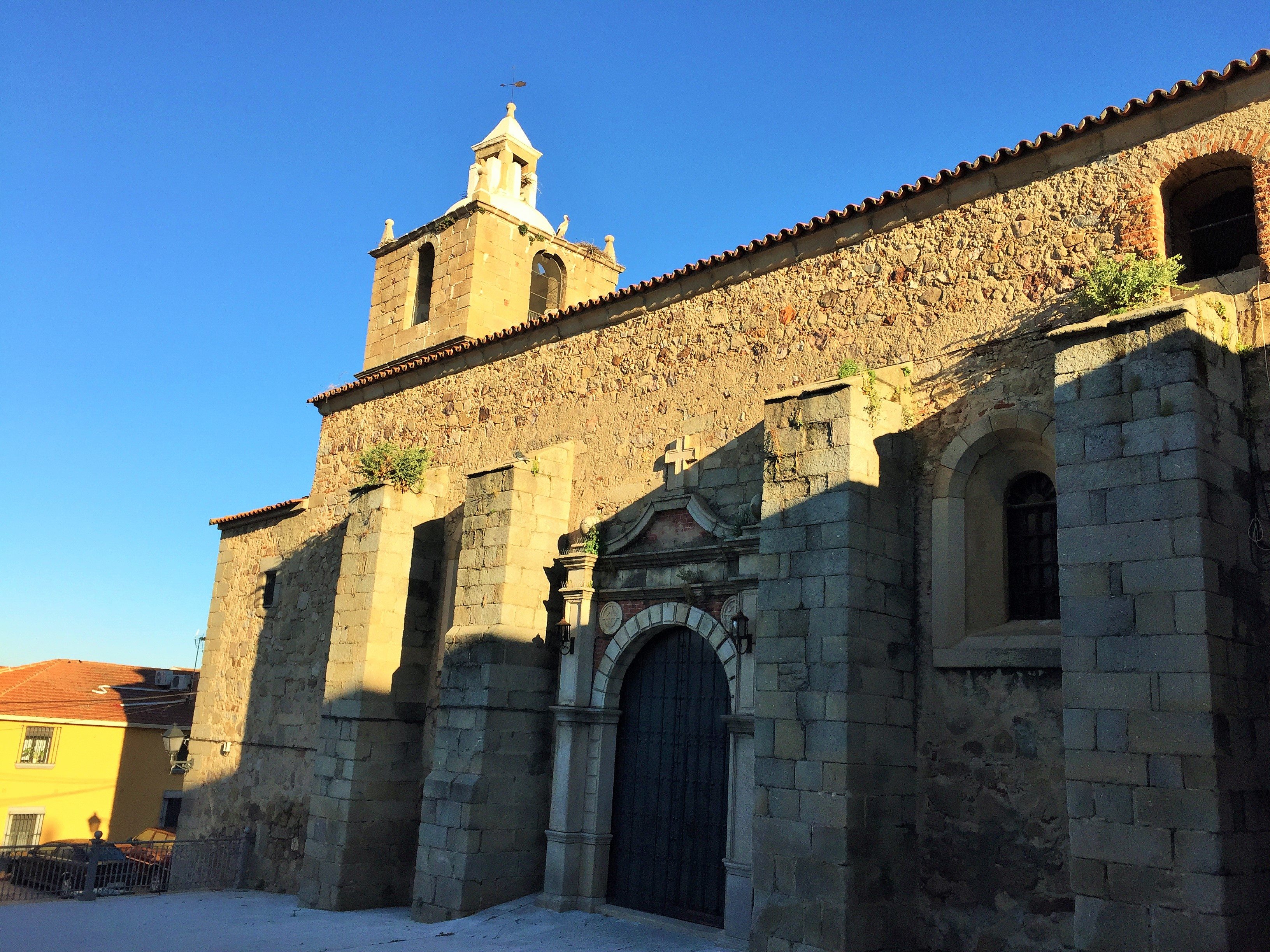
Église paroissiale.

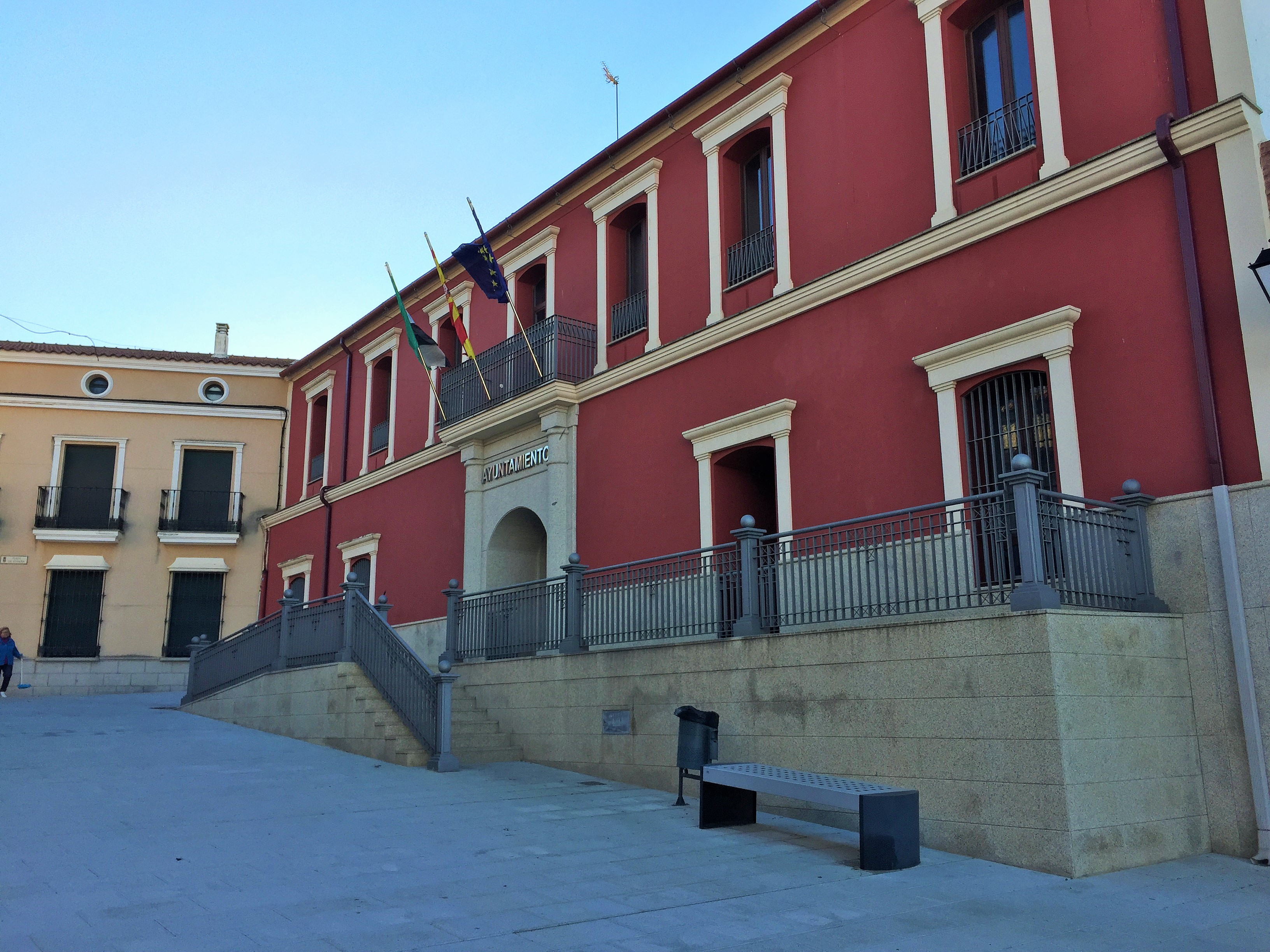
Mairie.

- son élevage ovin et ses fromages au lait de brebis[réf. souhaitée] ;
- son architecture typique de La Serena ;
- Monte Arrazauces, un point de vue situé à l'extrémité sud de la commune, apprécié des randonneurs[réf. souhaitée] ;
- Ermita de Nuestra Señora de la Antigua, un ermitage construit au XVe siècle, entouré de  tombes creusées dans le rocher, peut-être d'origine romaine, et qui abrite un autel romain remployé au Moyen Âge comme base de fonts baptismaux[4] ;
- le pont médiéval à six arches qui franchit le río Ortiga à proximité de cet ermitage[4] ;
- une statue du XVIe siècle de la Vierge de Valvanera (es), patronne de La Rioja, abritée dans l'église paroissiale dédiée à saint Jean-Baptiste[4].

## Jumelages
- Sant Cugat del Vallès : commune de la province de Barcelone en Catalogne[8].